# TBX10
TBX10 (англ. T-box 10) – білок, який кодується однойменним геном, розташованим у людей на 11-й хромосомі. Довжина поліпептидного ланцюга білка становить 385 амінокислот, а молекулярна маса — 42 341.
| 10         |  | 20         |  | 30         |  | 40         |  | 50         |
| ---------- |  | ---------- |  | ---------- |  | ---------- |  | ---------- |
| MAAFLSAGLG |  | ILAPSETYPL |  | PTTSSGWEPR |  | LGSPFPSGPC |  | TSSTGAQAVA |
| EPTGQGPKNP |  | RVSRVTVQLE |  | MKPLWEEFNQ |  | LGTEMIVTKA |  | GRRMFPPFQV |
| KILGMDSLAD |  | YALLMDFIPL |  | DDKRYRYAFH |  | SSAWLVAGKA |  | DPATPGRVHF |
| HPDSPAKGAQ |  | WMRQIVSFDK |  | LKLTNNLLDD |  | NGHIILNSMH |  | RYQPRFHVVF |
| VDPRKDSERY |  | AQENFKSFIF |  | TETQFTAVTA |  | YQNHRITQLK |  | IASNPFAKGF |
| RESDLDSWPV |  | APRPLLSVPA |  | RSHSSLSPCV |  | LKGATDREKD |  | PNKASASTSK |
| TPAWLHHQLL |  | PPPEVLLAPA |  | TYRPVTYQSL |  | YSGAPSHLGI |  | PRTRPAPYPL |
| PNIRADRDQG |  | GLPLPAGLGL |  | LSPTVVCLGP |  | GQDSQ      |  |            |

A: Аланін

C: Цистеїн

D: Аспарагінова кислота

E: Глутамінова кислота

F: Фенілаланін

G: Гліцин

H: Гістидин

I: Ізолейцин

K: Лізин

L: Лейцин

M: Метіонін

N: Аспарагін

P: Пролін

Q: Глутамін

R: Аргінін

S: Серин

T: Треонін

V: Валін

W: Триптофан

Задіяний у таких біологічних процесах, як транскрипція, регуляція транскрипції. 
Білок має сайт для зв'язування з ДНК. 
Локалізований у ядрі.